# 豐島心櫻
豐島心櫻（日语：／ Toyoshima Kokoro，2003年9月25日—），日本女藝人、演員、寫真偶像。

## 生平
初中二年級時因參加《Seventeen》舉辦的“Miss Seventeen 2017”選拔而被星探發掘，高中一年級到東京開始演藝活動。
2020年，成為富士電視台《鬧鐘電視》「イマドキ」常規班底，開始為觀眾所熟悉，還出演了ABC電視劇《Marry me!》。同年，成為家鄉新潟縣五泉市觀光大使。
2023年11月6日，在《週刊Playboy》作為寫真偶像出道；27日，登上該雜誌封面。
2024年3月，離開《鬧鐘電視》。

## 作品

### 電視劇
- Marry me!（2020年10月4日 - 12月6日、朝日放送電視台） - 林百果
- 海妖的懺悔（2020年10月18日 - 11月8日、WOWOW） - 織川鈴菜
- 炊飯道（2022年11月13日 - 11月30日、新潟県内民放4局リレー放送） - 主人公・下村光
- 激辛道2 第5話（2023年5月5日、東京電視台） - 上条彩名
- 在你成為野獸之前（2024年4月6日 - 6月22日、東京電視台） - 千田ミヤコ / 千田美彌子
- 科搜研之女season24 第1話（2024年7月3日、朝日電視台） - 島木陽菜
- 戀上換裝娃娃（2024年10月9日 - 、MBS）- 乾心壽

### 電影
- 怪奇タクシー 風の夜道に気をつけろ！「二口女」（2022年8月5日、ギグリーボックス） - 片島幸子
- エスパーX探偵社 〜さよならのさがしもの〜（2023年4月29日、イナズマ社） - 増田恵

### Webグラビア
- Daily logirl (#29)

### 時裝走秀
- 超十代 ‐ULTRA TEENS FES-（2021年3月30日、豊洲PIT）

## 書籍

### 電子寫真集
- メジャー感（2023年11月6日、集英社、週プレ PHOTO BOOK、撮影：前康輔）
- ココロ カラダ――（2024年3月21日、集英社、YJ PHOTO BOOK、撮影：細居幸次郎
- 2023年のラスボス、2024年も降臨。〜prologue〜（2024年4月30日、集英社、週プレ PHOTO BOOK、撮影：ND CHOW）
- 愛でる（2024年6月6日、集英社、YJ PHOTO BOOK、撮影：細居幸次郎
- 世界ランクのゴージャスボディ（2024年8月5日、集英社、週プレ PHOTO BOOK、撮影：熊谷貫）

## 外部連結
- 豊島 心桜 （页面存档备份，存于） - アービング - アービング（日語）
- 豐島心櫻的X（前Twitter）（日語）
- 豐島心櫻的Instagram帳戶（日語）
- 豐島心櫻：出演配信番組 -  TVer（日語）